# Ministerium für innere Angelegenheiten Luxemburg

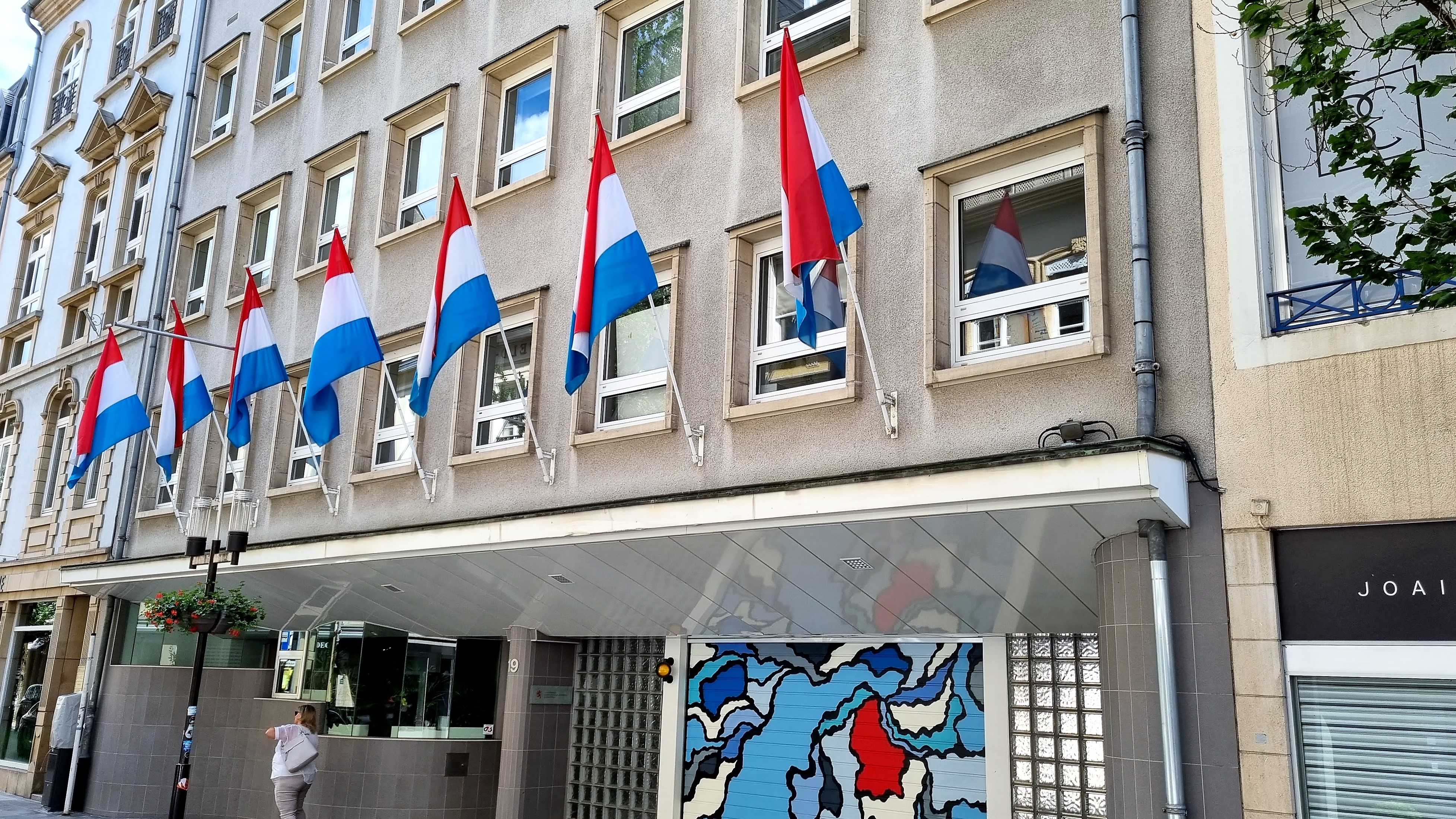
Hauptsitz des Ministeriums

Das Innenministerium Luxemburg (Ministère des Affaires intérieures) ist zuständig für:
- zivile Sicherheit
- Katastrophenschutz
- Kommunalplanung und Stadtentwicklung (Finanzausstattung der Kommunen, der Kontrolle der Wettbewerbsfähigkeir der Kommunen untereinander)

## Kompetenzen des Ministeriums
Die Services und Verwaltungsstruktur des Innenministeriums sind durch großherzoglichen Beschluss vom 28. Mai 2019 festgelegt.
Folgende Institutionen stehen unter Aufsicht des Ministeriums:
- Corps grand-ducal d’incendie et de secours (CGDIS)

## Liste der luxemburgischen Innenminister
- 7. August 1999 bis 13. Juni 2004: Michel Wolter (CSV)
- 13. Juni 2004 bis 4. Dezember 2013: Jean-Marie Halsdorf (CSV)
- 4. Dezember 2013 bis 5. Dezember 2018: Dan Kersch (LSAP)
- 5. Dezember 2018 bis 17. November 2023: Taina Bofferding (LSAP)
- seit 17. November 2023: Léon Gloden (CSV)